# 이와다촌
이와다촌(岩田村)은 와카야마현 니시무로군에 있던 촌이다. 현재의 가미톤다정에 해당한다.

## 역사
- 1889년 4월 1일 - 정촌제 시행에 의해 2개의 촌의 구역을 가지고 성립하였다.
- 1956년 9월 30일 - 이치노세촌과 합병해 가미톤다정이 성립하여, 동일 이와다촌은 폐지되었다.

## 참고문헌
- 角川日本地名大辞典 30 和歌山県